# 2011-es magyar labdarúgó-szuperkupa
A 2011-es magyar labdarúgó-szuperkupa a szuperkupa 14. kiírása volt, amely az előző szezon első osztályú bajnokságának és a magyar kupa győztesének évenkénti mérkőzése. A találkozót 2011. július 8-án a Videoton és a Kecskeméti TE játszotta. A Videoton története során először nyerte el a trófeát.

## A mérkőzés helyszíne
A Magyar Labdarúgó-szövetség sorsolás útján döntötte el, hogy a székesfehérvári Sóstói Stadionban, vagy a kecskeméti Széktói Stadionban rendezzék-e a döntőt. A sorsolás végül a Kecskeméti TE-nek kedvezett, így ők rendezhették meg a döntőt. A versenykiírás szerint az MLSZ semleges helyszínen rendezte volna meg a döntőt, a szövetség és a két érintett klub azonban egy közös egyeztetést követően úgy döntött, valamelyik részt vevő csapat stadionjában játsszák le a mérkőzést.

## Résztvevők
A mérkőzés két résztvevője a Videoton és a Kecskeméti TE volt. A székesfehérvári csapat a 2010–11-es bajnokság győztese, a kecskemétiek pedig a kupagyőztesek. Érdekesség, hogy a 2011-es magyar kupa döntőjét is ez a két csapat játszotta. Ott a KTE győzött, 3–2 arányban.

## A mérkőzés
| 2011. július 8. 19:00 |

| Kecskeméti TE                  | 0–1               | Videoton                                                   |
| ------------------------------ | ----------------- | ---------------------------------------------------------- |
| Čukić 17' Ebala 33' Balogh 58' | (0–0) Jegyzőkönyv | Alves 84' Horváth 48' Mitrović 55' Lipták 65′ Tujvel 90+2' |

| Széktói Stadion, Kecskemét Nézőszám: 6 000 Játékvezető: Fábián Mihály (magyar) |

| Kecskeméti TE | Videoton |

| KECSKEMÉTI TE: |    |                         |         |
|                |    |                         |         |
| K              | 33 | Németh Gábor            |         |
| JV             | 7  | Aleksandar Alempijević  |         |
| V              | 6  | Balogh Béla             | 58'     |
| V              | 4  | Sinisa Radanović        |         |
| BV             | 22 | Mohl Dávid              | 68'     |
| JKP            | 17 | Bodiong Christian Ebala | 33'     |
| KKP            | 14 | Vladan Čukić            | 17' 86' |
| BKP            | 18 | Francis Litsingi        |         |
| CS             | 20 | Foxi Kethevoama         |         |
| CS             | 19 | Sindou Dosso            | 80'     |
| CS             | 55 | Tököli Attila           | 30'     |
| Cserék:        |    |                         |         |
| K              | 28 | Ribánszki László        |         |
| V              | 15 | Gyagya Attila           |         |
| V              | 92 | Farkas András           |         |
| KP             | 11 | Jovica Stokić           | 80'     |
| KP             | 21 | Bori Gábor              | 30'     |
| KP             | 27 | Gyurcsó Ádám            | 86'     |
| CS             | 26 | Bertus Lajos            | 68'     |
| Edző:          |    |                         |         |
| Tomislav Sivić |    |                         |         |

| VIDEOTON:   |    |                  |             |
|             |    |                  |             |
| K           | 12 | Tomáš Tujvel     | 90+2'       |
| JV          | 2  | Álvaro Brachi    |             |
| V           | 5  | Lipták Zoltán    | 65′         |
| V           | 33 | Horváth Gábor    | 48'         |
| BV          | 24 | Héctor Sánchez   |             |
| JKP         | 22 | Nagy Dániel      | 78'         |
| KKP         | 25 | Elek Ákos        | 67'         |
| KKP         | 11 | Sándor György    | a szünetben |
| BKP         | 14 | Nikola Mitrović  | 55'         |
| CS          | 29 | Walter Fernández | 70'         |
| CS          | 21 | André Alves      | 84' 90+2'   |
| Cserék:     |    |                  |             |
| K           | 27 | Mladen Božović   |             |
| V           | 23 | Vaskó Tamás      | 67'         |
| KP          | 6  | Dušan Vasiljević | 70'         |
| KP          | 8  | Polonkai Attila  | a szünetben |
| KP          | 10 | Gosztonyi András | 78'         |
| CS          | 17 | Nemanja Nikolić  | 90+2'       |
| CS          | 18 | Goran Vujović    |             |
| Edző:       |    |                  |             |
| Paulo Sousa |    |                  |             |

## Lásd még
- 2011–2012 a magyar labdarúgásban